# Changyuraptor
Changyuraptor — род хищных динозавров из семейства дромеозаврид, обнаруженный в нижнемеловых отложениях в провинции Ляонин (КНР). Типовой и единственный вид — Changyuraptor yangi.

## Открытие и описание
Голотип вида (HG B016) — полный скелет, найденный около городка Сицзяньчан на юге провинции Ляонин в северо-восточном Китае в осадочных горных породах формации Исянь, образованной около 125—120 миллионов лет назад. Авторы первоописания — Алан Тернер из университета Стоуни-Брук в Нью-Йорке, Луис Чиаппе из Музея истории природы в Лос-Анджелесе, доктор Майкл Хабиб из Университета Южной Калифорнии, профессор Анусуйя Чинсами-Туран из Университета Кейптауна, Ганг Хан из Бохайского университета и другие исследователи. Длина скелета — 1,3 метра, её половина приходится на хвост. Массу динозавра при жизни оценивают примерно в четыре килограмма. Он был полностью покрыт перьями — их длина на передних и задних крыльях достигала 13—14 сантиметров, на хвосте — около 30 сантиметров, что составляет примерно 30 % длины тела животного. По этой причине динозавр был назван Changyuraptor yangi: название рода образовано от слов кит. упр. 长羽, палл. чанъюй и лат. raptor, переводится как «хищник с длинными перьями». Видовое название дано в честь профессора Ляонинского университета Ян Яньдуна, помогшего с финансами во время вывоза находки из Китая. Во внутренностях динозавра были найдены останки рыб и других теропод. На момент открытия чанюйраптор был крупнейшим представителем подсемейства Microraptorinae семейства дромеозаврид. Авторы исследования, опубликованного в журнале «Nature Communications», предположили, что оперённый хвост служил средством снижения скорости при спуске животного в полёте и обеспечивал ему мягкую посадку.